# Rob the Robot (Chương trình truyền hình)
Rob the Robot là một bộ phim hoạt hình CGI dành cho trẻ em. The series is a co-production between Amberwood Entertainment and Singapore’s One Animation and was commissioned by Canada’s TV Ontario Knowledge Kids và Cartoon Network, Seven Network và ABC Me của Úc tại Brisbane (BTQ-7 Brisbane), và hiện tại trên Vme Kids của Mỹ đã ra mắt vào năm 2010.
Loạt phim xoay quanh bốn người bạn trẻ bay quanh Robot Galaxy trong một con tàu vũ trụ đến các hành tinh khác nhau để giải quyết các nhiệm vụ khác nhau.